# Kasimir Fajans
Kazimierz Fajans (ou Kasimir Fajans) (Varsóvia, 27 de maio de 1887 — Ann Arbor, 18 de maio de 1975) foi um químico e físico polonês.
Foi professor nas universidades técnicas de Karlsruhe e Munique, onde iniciou suas pesquisas em 1917. Em 1935 emigrou para os Estados Unidos, onde foi professor na Universidade de Michigan, nacionalizando-se como cidadão norte-americano.
Realizou importantes pesquisas sobre radioatividade e isotopia, e desenvolveu a "teoria quântica da estrutura eletrônica molecular".
Em 1913 descobriu as leis que regulam as desintegrações radioativas, ao mesmo tempo que o britânico Frederick Soddy. Atualmente as leis que regem as desintegrações radioativas são conhecidas como "leis de Soddy-Fajans".
Elaborou as regras da ligação química que leva seu nome, além de descobrir um novo elemento químico, o protactínio.